# Neli Irman
Neli Irman (* 7. April 1986 in Celje, SFR Jugoslawien) ist eine ehemalige slowenische Handballspielerin, die zuletzt für den Schweizer Erstligisten Spono Eagles auflief.

## Karriere

### Im Verein
Irman lief anfangs für den slowenischen Verein RK Celeia Žalec auf. Zwischen 2005 und 2009 spielte die Linkshänderin beim slowenischen Spitzenverein Rokometni Klub Krim. Mit Krim gewann sie in jeder Spielzeit das nationale Double und stand im Jahr 2006 im Finale der EHF Champions League. Ab dem Jahr 2009 stand die Außenspielerin beim Stadtrivalen ŽRK Olimpija Ljubljana unter Vertrag. Mit Olimpija unterlag sie ein Jahr später das slowenische Pokalfinale gegen ihre ehemalige Mannschaft RK Krim. Im Januar 2011 verließ Irman den finanziell angeschlagenen Verein und schloss sich dem Ligakonkurrenten RŽK Zagorje an. Im Jahr 2012 unterlag sie mit Zagorje ebenfalls das Pokalfinale gegen Krim.
Irman wurde im Sommer 2013 nochmals von RK Krim verpflichtet, um den verletzungsbedingten Ausfall von Carmen Martín zu kompensieren. Im Januar 2014 kehrte sie nach Zagorje zurück. Irman schloss sich zur Jahresmitte 2014 dem kroatischen Erstligisten ŽRK Lokomotiva Zagreb an. Nachdem Irman in den ersten 10 Saisonspielen insgesamt 30 Tore für Lokomotiva geworfen hatte, kehrte sie im Dezember 2014 aufgrund von finanziellen Schwierigkeiten ihres Arbeitgebers erneut nach Zagorje zurück. Im Januar 2016 wurde sie vom montenegrinischen Spitzenverein ŽRK Budućnost Podgorica verpflichtet. Mit Budućnost gewann sie in den Jahren 2016 und 2017 sowohl die montenegrinische Meisterschaft als auch den montenegrinischen Pokal. Zur Saison 2017/18 wechselte Irman zum Schweizer Erstligisten Spono Eagles. Mit Spono gewann sie 2018 die Schweizer Meisterschaft sowie 2018 und 2019 den Schweizer Pokal. Nach der Saison 2020/21 beendete sie ihre Karriere.

### In der Nationalmannschaft
Irman bestritt 115 Länderspiele für die slowenische Nationalmannschaft, in denen sie 292 Tore warf. Mit Slowenien nahm sie an der Europameisterschaft 2010, an der Europameisterschaft 2016 und an der Weltmeisterschaft 2017 teil.